# 3Arena

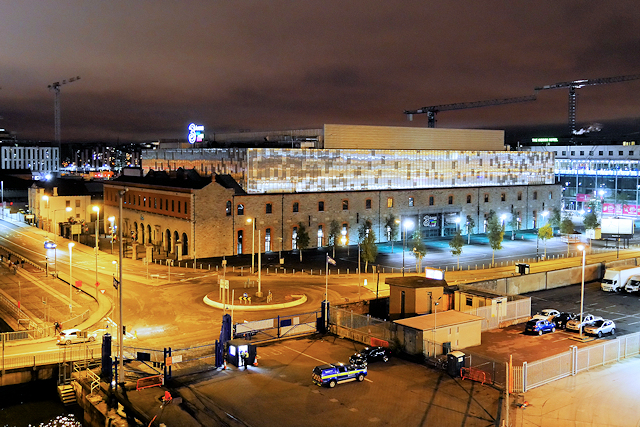
3Arena buitenzicht

3Arena is een multifunctionele concert- en evenementenhal op de noordoever van de rivier de Liffey in Dublin (Ierland). Van de opening tot 4 september 2014 was de officiële naam The O2.

## Geschiedenis

### The Point
De 3Arena is een van de ontwikkelingen die het verpauperde deel van de Docklands nieuw leven moest inblazen. In vroeger jaren waren de Docklands nog actieve havens, maar alle docks (havens die achter een sluis liggen) zijn gesloten en alle nog in gebruik zijnde zeehavens liggen voor de eerste brug over de rivier.
Behalve de bouw van de 3Arena is het gebied ook op andere manieren nieuw leven ingeblazen. Er zijn veel woningen gebouwd en door de aanleg van een tunnel wordt voorkomen dat er vrachtverkeer van en naar de haven door de woonwijken rijdt (vrachtwagens zijn verplicht gebruik te maken van de tunnel).
Sinds 2010 rijdt er ook een tram van de Docklands naar het centrum van Dublin (en verder naar Tallaght). Deze lijn is een verlenging van de Luas Red-line.

### The O2
De 3Arena in Dublin opende haar poorten als The O2 op 16 december 2008. De capaciteit is 14.000 toeschouwers staand of 9.500 zittend en is gesitueerd op de North Wall, onderdeel van het oude havengebied The Docklands. Direct voorbij de 3Arena begint de nog actieve haven van Dublin: de buren zijn de ferryterminal van Dublin die verbindingen biedt over de Ierse Zee met Engeland. De 3Arena ligt direct aan de kade aan de noordoever van de rivier de Liffey. De hal vormt ook het eindpunt van de nieuwe tramverbinding van Luas Red-Line met de Docklands via halte The Point en de East Link Bridge komt uit bij de hal.

### 3Arena
Door de verkoop van het mobiele netwerk van O2 aan 3 Ireland werd de naam van de hal vanaf 4 september 2014 3Arena.

## Ontwerp
Voorganger van de 3Arena was het kleinere Point Theatre dat van 1988 tot 2007 op dezelfde locatie stond. Van dit oude theater zijn slechts een aantal delen van de buitenmuren blijven staan. De huidige 3Arena is ontworpen door HOK Sport Venue Event, tegenwoordig Populous Architecten. Dit architectenbureau heeft veel sportcomplexen ontworpen en ook overige evenementencomplexen. Vooral in hun thuisland, de Verenigde Staten, zijn ze verantwoordelijk voor veel stadions, maar via hun kantoren in Londen, Brisbane, Auckland, Singapore en Hongkong ontwikkelen ze vele complexen voor sport en andere activiteiten.
De maximale afstand tussen de achterste zitplaats en het podium bedraagt 60 meter. Dat is 20 meter minder dan in het oude The Point theater, terwijl het nieuwe complex meer zitplaatsen biedt (het oude Point-theater had 8.500 staanplaatsen of 6.300 zitplaatsen). Dit is onder andere mogelijk gemaakt door het theater op te zetten op een manier die vergelijkbaar is met de bouw van het Colosseum in het oude Rome.
Backstage is er een grote laad-losruimte voor vrachtwagens en het theater is goed bereikbaar via de port-tunnel die een directe aansluiting biedt met de M50 ringweg. En voor vrachtwagens die de oversteek maken vanuit Engeland is het nog eenvoudiger: de 3Arena ligt direct buiten de poort van de veerboot-terminal van Dublin.
Een andere bijzonderheid aan het gebouw is dat er maatregelen genomen zijn om alcoholverkoop aan minderjarigen tegen te gaan.
Eigenaren van het complex zijn Harry Crosby en het Amerikaanse Live Nation uit Beverly Hills. Elk bezitten ze 50% van de aandelen. Live Nation is behalve eigenaar van diverse podia ook promotor. De hoofdsponsor is het telecombedrijf 3 Ireland en daarmee naamgever van de hal. De 3Arena is de grootste overdekte evenementenhal in Ierland.

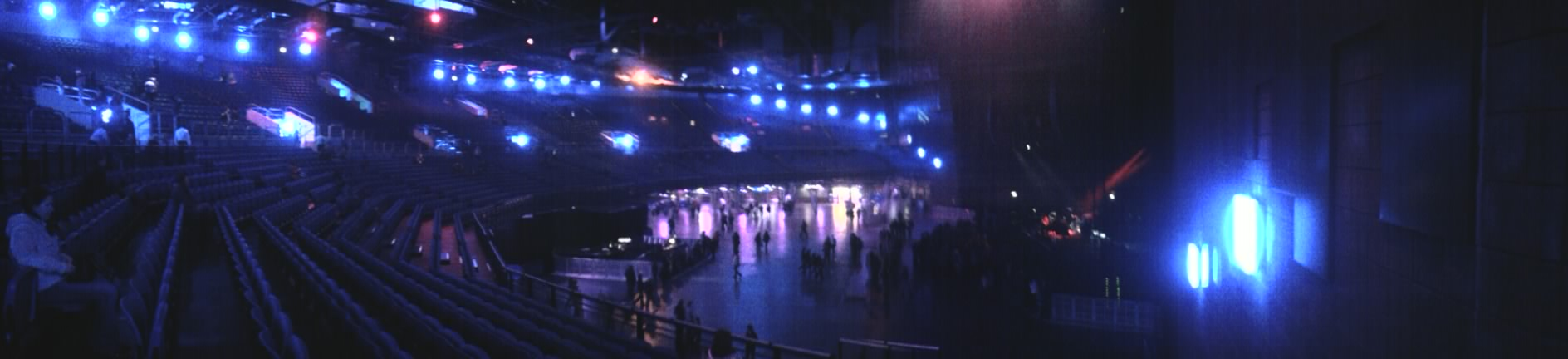
Binnenkant van 3Arena

## Concerten en andere evenementen
De intentie is om per jaar ongeveer 150 liveconcerten te organiseren. Het openingsconcert werd gegeven door de Ierse band U2, maar dit was slechts een informeel privéconcert. Het eerste formele concert was het ChildLine Concert op 16 december 2008.
Kings of Leon verzorgden het eerste rockconcert op 19 december 2008.
In diezelfde maand verzorgde Coldplay een tweetal uitverkochte optredens. De kaartjes voor deze optredens waren binnen enkele minuten uitverkocht.
De Nederlandse Tiësto was de eerste dj die in de 3Arena optrad op 19 maart 2010. Een maand later trad diva Whitney Houston op voor drie concerten. Haar optredens haalden de internationale pers doordat ze, als gevolg van de aswolk van vulkaan Eyjafjallajökull, niet per vliegtuig kon komen. Ze was gedwongen de veerboot vanuit Holyhead te nemen.
Andere bekende optredens in 2010 zijn onder andere:
Iron Maiden op 30 juli 2010. Hiermee begonnen ze aan de Europese tak van hun "The Final Frontier World Tour 2010"
Vervolgens maakte op 1 september de heren van Guns N' Roses met de Chinese Democracy World Tour de 3Arena onveilig.
En in oktober 2010 trad Lady Gaga op in de 3Arena voor 3 optredens. Daarmee kwam haar totaal voor 2010 op 5 (uitverkochte) optredens, omdat ze in februari al twee concerten gaf.